# 닛신 오일리오 그룹
닛신 오일리오 그룹 주식회사(일본어: 日清オイリオグループ株式会社, 영어: Nisshin OilliO Group)는 일본 굴지의 식용 유지 기업이다.